# Karl-Erik Wärneryd
Karl-Erik Wärneryd, född 20 december 1927 i Edsvära socken i Västergötland, död 14 augusti 2019, var en svensk ekonom och professor vid Handelshögskolan i Stockholm.
Karl-Erik Wärneryd var professor i ekonomisk psykologi vid Handelshögskolan i Stockholm 1963–1992. Han är begravd på Maria Magdalena kyrkogård i Stockholm.